# Wahl des Vorsitzenden der japanischen Liberaldemokratischen Partei
Die Wahl des Vorsitzenden der japanischen Liberaldemokratischen Partei (jap. 自由民主党総裁選挙, jiyūminshutō sōsai senkyo) findet regulär alle drei Jahre statt. Wegen der dominanten Position der Liberaldemokratischen Partei (LDP) im politischen System Japans wurde der Parteivorsitzende in der Regel vom Kokkai zum Premierminister gewählt. Wechsel im Amt des Premierministers fanden seit der Gründung der Partei 1955 bis zum Machtverlust 2009 mit wenigen Ausnahmen nach Wahlen des LDP-Vorsitzenden statt.

## Heutiges Verfahren
Bei regulären Wahlen alle drei Jahre wird der Parteivorsitzende heute (Stand: 2024) durch die LDP-Abgeordneten beider Kammern des nationalen Parlaments und einer gleichen Anzahl von Delegierten aus den LDP-Präfekturverbänden bestimmt. Für die Bestimmung der Delegierten die Mitglieder der Partei sowie tōyū (党友, „Freunde der Partei“) stimmberechtigt, das heißt bei der LDP: Mitglieder von parteinahen Organisationen; die Zuteilung erfolgt landesweit per D’Hondt-Verhältniswahl. Bei der letzten regulären Wahl 2024 waren demnach paritätisch 368 Abgeordnete und 368 Delegierte stimmberechtigt, bei den Vorwahlen rund 1,1 Mio. Mitglieder und „Freunde“. Benötigt wird die absolute Mehrheit. Kann kein Kandidat diese erreichen, wird eine Stichwahl zwischen den beiden Kandidaten mit den meisten Stimmen durchgeführt, dabei sind die Abgeordneten und nur ein Delegierter pro Präfektur stimmberechtigt.
Bei vorzeitigen Wahlen entscheidet eine Versammlung aus den LDP-Abgeordneten beider Kammern und drei Vertretern jedes Präfekturverbandes, deren Verteilung für jeden Präfekturverband separat bestimmt wird. Bei der letzten Wahl in diesem Format 2020 hielten 44 der 47 Verbände Vorwahlen ab, zwei eine Mitgliederbefragung in Fragebogenform. In dringenden Fällen kann bei vorzeitigen Wahlen die Mitgliederbeteiligung ausgelassen werden und die Generalversammlung der LDP-Abgeordneten beider Kammern entscheidet allein.
Kandidaten müssen selbst Abgeordnete sein und mindestens 20 weitere Abgeordnete vorweisen, die ihre Kandidatur unterstützen.

## Wahlkampf und informelle Entscheidungsprozesse
Wenn mehrere Kandidaten zur Wahl stehen, geht der Abstimmung ähnlich wie bei staatlichen Wahlen eine mehrtägige offizielle Wahlkampfphase voraus, in der die Kandidaten normalerweise Wahlkampftouren durch die Präfekturen unternehmen (während der Covid-Pandemie 2021 zugunsten von Onlineformaten ausgesetzt). Bereits in den Tagen vor diesem offiziellen Wahlkampf, wenn mögliche Kandidaten noch ihre Chancen ausloten oder sich bereits öffentlich positionieren und (vor)wahlkämpfen, führen die Faktionen der LDP Verhandlungen und halten Faktionssitzungen ab, um zu entscheiden, ob sie einem Kandidaten geschlossen ihre Unterstützung aussprechen. De facto wurde das volle Wahlverfahren deshalb nur relevant, wenn sich die Faktionen nicht vorher schon auf einen Kandidaten geeinigt hatten: Gibt es beim offiziellen Wahlkampfbeginn nur einen Kandidaten, ist wie bei staatlichen Wahlen keine Abstimmung mehr nötig; und auch bei mehreren Kandidaten konnte eine sehr eindeutige Vorfestlegung der Faktionen die eigentliche Wahl zur Formsache machen. Durch die politischen Reformen und Veränderungen seit den 1990er Jahren (Zentralisierung von Entscheidungen über Wahlkampffinanzierung, Kandidatur- und Postenvergaben, stärkere Rolle des Parteivorsitzenden in der Partei und des Premierministers in der Regierung) hat allerdings die Abhängigkeit der Abgeordneten von den Faktionen und damit deren Bindungskraft abgenommen.

## Geschichte
Das Verfahren der Wahl wurde seit der Parteigründung mehrfach grundlegend geändert. Anfangs war die Wahl auf die Abgeordneten (und damit die Faktionen) beschränkt. Während des innerparteilichen Kakufuku-Krieges der 1970er Jahre wurden unter Fukuda Takeo Vorwahlen eingeführt, später wieder abgeschwächt. Die Zahl und Zusammensetzung der Parteidelegierten, die neben den Abgeordneten stimmberechtigt waren, variierte und war bis zur Einführung des heutigen paritätischen Verfahrens oft deutlich kleiner als die der Abgeordneten. Das für eine Kandidatur benötigte Quorum von unterstützenden Abgeordneten wurde wiederholt geändert, zeitweise auf 50 erhöht.
Die Amtszeit des Vorsitzenden wurde 2002 von zwei auf drei Jahre verlängert; zuvor betrug sie bereits zwischen 1972 und 1978 drei Jahre. Eine aufeinanderfolgende Wiederwahl war in der Regel auf zwei volle Amtszeiten beschränkt, wodurch de facto auch eine Amtszeitbeschränkung für das Amt des Premierministers entstand, obwohl die Verfassung keine solche vorsieht. Seit 2017 beträgt sie drei volle Amtszeiten.

### Ergebnisse
Anmerkung: Für die Dauer ihrer Amtszeit geben Parteivorsitzende meist ihre formale Faktionszugehörigkeit auf.
| Datum              | Wahlsieger (Farbe: Faktionszugehörigkeit) | Wahlsieger (Farbe: Faktionszugehörigkeit) | Stimmen                                                           | Weitere Kandidaten mit Stimmen (Farbe: Faktionszugehörigkeit des Zweitplatzierten) | Weitere Kandidaten mit Stimmen (Farbe: Faktionszugehörigkeit des Zweitplatzierten) |
| ------------------ | ----------------------------------------- | ----------------------------------------- | ----------------------------------------------------------------- | ---------------------------------------------------------------------------------- | --- |
| 5. April 1956      |                                           | Hatoyama Ichirō                           | 394                                                               |                                                                                    | Kishi Nobusuke 4, Hayashi Jōji 3, Ishibashi Tanzan 2, Ishii Mitsujirō 2, Masutani Shōji 2, Ōno Bamboku 2, Kōno Ichirō 1, Shigemitsu Mamoru 1, Matsuno Tsuruhei 1, Ikeda Hayato 1; 5 ungültige Stimmen |
| 14. Dezember 1956  |                                           | 1. Wahlgang: Kishi Nobusuke               | 223                                                               |                                                                                    | Ishibashi Tanzan 151, Ishii Mitsujirō 137 |
| 14. Dezember 1956  |                                           | Stichwahl: Ishibashi Tanzan               | 258                                                               |                                                                                    | Kishi Nobusuke 251 |
| 21. März 1957      |                                           | Kishi Nobusuke                            | 471                                                               |                                                                                    | Matsumura Kenzō 2, Ishii Mitsujirō 1, Kitamura Tokutarō 1 |
| 14. Januar 1959    |                                           | Kishi Nobusuke                            | 320                                                               |                                                                                    | Matsumura Kenzō 166, Ōno Bamboku 1, Yoshida Shigeru 1, Ishii Mitsujirō 1, Masutani Shōji 1, Satō Eisaku 1                                                                                             |
| 14. Juli 1960      |                                           | 1. Wahlgang: Ikeda Hayato                 | 246                                                               |                                                                                    | Ishii Mitsujirō 196, Fujiyama Aiichirō 49, Matsumura Kenzō 5, Ōno Bamboku 1, Satō Eisaku 1 |
| 14. Juli 1960      |                                           | Stichwahl: Ikeda Hayato                   | 302                                                               |                                                                                    | Ishii Mitsujirō 194 |
| 14. Juli 1962      |                                           | Ikeda Hayato                              | 391                                                               |                                                                                    | Satō Eisaku 17, Ichimada Hisato 6, Kishi Nobusuke 5, Fujiyama Aiichirō 3, Yoshida Shigeru 2, Fukuda Takeo 2, Takahashi Hitoshi 1, Shōriki Matsutarō 1                                                 |
| 10. Juli 1964      |                                           | Ikeda Hayato                              | 242                                                               |                                                                                    | Satō Eisaku 160, Fujiyama Aiichirō 72, Nadao Hirokichi 1 |
| 1. Dezember 1964   |                                           | Satō Eisaku                               | nach Absprache                                                    | ohne Gegenkandidat                                                                 | ohne Gegenkandidat |
| 1. Dezember 1966   |                                           | Satō Eisaku                               | 289                                                               |                                                                                    | Fujiyama Aiichirō 89, Maeo Shigesaburō 47, Nadao Hirokichi 11, Noda Uichi 9, Kosaka Zentarō 2, Kishi Nobusuke 1, Matsumura Kenzō 1, Murakami Isamu 1                                                  |
| 27. November 1968  |                                           | Satō Eisaku                               | 249                                                               |                                                                                    | Miki Takeo 107, Maeo Shigesaburō 95, Fujiyama Aiichirō 1 |
| 29. Oktober 1970   |                                           | Satō Eisaku                               | 353                                                               |                                                                                    | Miki Takeo 111, Chiba Saburō 1, Fujiyama Aiichirō 1, Utsunomiya Tokuma 1 |
| 5. Juli 1972       |                                           | 1.Wahlgang: Tanaka Kakuei                 | 156                                                               |                                                                                    | Fukuda Takeo 150, Ōhira Masayoshi 101, Miki Takeo 69; 7 ungültige Stimmen |
| 5. Juli 1972       |                                           | Stichwahl: Tanaka Kakuei                  | 282                                                               |                                                                                    | Fukuda Takeo 190 |
| 4. Dezember 1974   |                                           | Miki Takeo                                | nach Absprache                                                    | ohne Gegenkandidat                                                                 | ohne Gegenkandidat |
| 23. Dezember 1976  |                                           | Fukuda Takeo                              | nach Absprache                                                    | ohne Gegenkandidat                                                                 | ohne Gegenkandidat |
| 26. November 1978  |                                           | Vorwahlen: Ōhira Masayoshi                | 748 Punkte                                                        |                                                                                    | Fukuda Takeo 638 Punkte, Nakasone Yasuhiro 93 Punkte, Kōmoto Toshio 46 Punkte |
| 26. November 1978  |                                           | Stichwahl: Ōhira Masayoshi                | -                                                                 | nach dem Rückzug Fukuda Takeos ohne Gegenkandidat                                  | nach dem Rückzug Fukuda Takeos ohne Gegenkandidat |
| 15. Juli 1980      |                                           | Suzuki Zenkō                              | nach Absprache                                                    | ohne Gegenkandidat                                                                 | ohne Gegenkandidat |
| 27. November 1980  |                                           | Suzuki Zenkō                              | -                                                                 | mangels Gegenkandidat ohne Abstimmung                                              | mangels Gegenkandidat ohne Abstimmung |
| 24. November 1982  |                                           | Vorwahlen: Nakasone Yasuhiro              | 559.673                                                           |                                                                                    | Kōmoto Toshio 265.078, Abe Shintarō 80.443, Nakagawa Ichirō 66.041 |
| 24. November 1982  |                                           | Stichwahl: Nakasone Yasuhiro              | -                                                                 | nach dem Rückzug der Gegenkandidaten                                               | nach dem Rückzug der Gegenkandidaten |
| 30. Oktober 1984   |                                           | Nakasone Yasuhiro                         | -                                                                 | mangels Gegenkandidat ohne Abstimmung                                              | mangels Gegenkandidat ohne Abstimmung |
| 11. September 1986 |                                           | Nakasone Yasuhiro                         | nach Absprache                                                    | ohne Gegenkandidat                                                                 | ohne Gegenkandidat |
| 31. Oktober 1987   |                                           | Takeshita Noboru                          | nach Absprache                                                    | ohne Gegenkandidat                                                                 | ohne Gegenkandidat |
| 2. Juni 1989       |                                           | Uno Sōsuke                                | nach Absprache                                                    | ohne Gegenkandidat                                                                 | ohne Gegenkandidat |
| 8. August 1989     |                                           | Kaifu Toshiki                             | 279                                                               |                                                                                    | Hayashi Yoshirō 120, Ishihara Shintarō 48 |
| 31. Oktober 1989   |                                           | Kaifu Toshiki                             | nach Absprache                                                    | ohne Gegenkandidat                                                                 | ohne Gegenkandidat |
| 27. Oktober 1991   |                                           | Miyazawa Kiichi                           | 285                                                               |                                                                                    | Watanabe Michio 120, Mitsuzuka Hiroshi 87 |
| 30. Juli 1993      |                                           | Kōno Yōhei                                | 208                                                               |                                                                                    | Watanabe Michio 159 |
| 17. September 1993 |                                           | Kōno Yōhei                                | nach Absprache                                                    | ohne Gegenkandidat                                                                 | ohne Gegenkandidat |
| 22. September 1995 |                                           | Hashimoto Ryūtarō                         | 304                                                               |                                                                                    | Koizumi Jun’ichirō 87 |
| 11. September 1997 |                                           | Hashimoto Ryūtarō                         | nach Absprache                                                    | ohne Gegenkandidat                                                                 | ohne Gegenkandidat |
| 24. Juli 1998      |                                           | Obuchi Keizō                              | 225                                                               |                                                                                    | Kajiyama Seiroku 102, Koizumi Jun’ichirō 84 |
| 21. September 1999 |                                           | Obuchi Keizō                              | 350                                                               |                                                                                    | Katō Kōichi 113, Yamasaki Taku 51 |
| 5. April 2000      |                                           | Mori Yoshirō                              | nach Absprache                                                    | ohne Gegenkandidat                                                                 | ohne Gegenkandidat |
| 24. April 2001     |                                           | Koizumi Jun’ichirō                        | 298                                                               |                                                                                    | Hashimoto Ryūtarō 155, Asō Tarō 31, Kamei Shizuka (zurückgezogen) |
| 10. August 2001    |                                           | Koizumi Jun’ichirō                        | nach Absprache                                                    | ohne Gegenkandidat                                                                 | ohne Gegenkandidat |
| 20. September 2003 |                                           | Koizumi Jun’ichirō                        | 399                                                               |                                                                                    | Kamei Shizuka 139, Fujii Takao 65, Kōmura Masahiko 54 |
| 20. September 2006 |                                           | Abe Shinzō                                | 464                                                               |                                                                                    | Asō Tarō 136, Tanigaki Sadakazu 102 |
| 23. September 2007 |                                           | Fukuda Yasuo                              | 330                                                               |                                                                                    | Asō Tarō 197 |
| 22. September 2008 |                                           | Asō Tarō                                  | 351                                                               |                                                                                    | Yosano Kaoru 66, Koike Yuriko 46, Ishihara Nobuteru 37, Ishiba Shigeru 25; 2 ungültige Stimmen |
| 28. September 2009 |                                           | Tanigaki Sadakazu                         | 300                                                               |                                                                                    | Kōno Tarō 144, Nishimura Yasutoshi 54; 1 ungültige Stimme |
| 26. September 2012 |                                           | 1. Wahlgang: Ishiba Shigeru               | 199                                                               |                                                                                    | Abe Shinzō 141, Ishihara Nobuteru 96, Machimura Nobutaka 34, Hayashi Yoshimasa 27 |
| 26. September 2012 |                                           | Stichwahl: Abe Shinzō                     | 108                                                               |                                                                                    | Ishiba Shigeru 89 |
| 8. September 2015  |                                           | Abe Shinzō                                | (einziger Kandidat mit den nötigen 20 nominierenden Abgeordneten) | (einziger Kandidat mit den nötigen 20 nominierenden Abgeordneten)                  | (einziger Kandidat mit den nötigen 20 nominierenden Abgeordneten) |
| 20. September 2018 |                                           | Abe Shinzō                                | 553                                                               |                                                                                    | Ishiba Shigeru 254 |
| 14. September 2020 |                                           | Suga Yoshihide                            | 377                                                               |                                                                                    | Kishida Fumio 89, Ishiba Shigeru 68 |
| 29. September 2021 |                                           | 1. Wahlgang: Kishida Fumio                | 256                                                               |                                                                                    | Kōno Tarō 255, Takaichi Sanae 188, Noda Seiko 63 |
| 29. September 2021 |                                           | Stichwahl: Kishida Fumio                  | 257                                                               |                                                                                    | Kōno Tarō 170 |
| 27. September 2024 |                                           | 1. Wahlgang: Takaichi Sanae               | 181                                                               |                                                                                    | Ishiba Shigeru 154, Koizumi Shinjirō 136, Hayashi Yoshimasa 65, Kobayashi Takayuki 60, Motegi Toshimitsu 47, Kamikawa Yōko 40, Kōno Tarō 30, Katō Katsunobu 22                                        |
| 27. September 2024 |                                           | Stichwahl: Ishiba Shigeru                 | 215                                                               |                                                                                    | Takaichi Sanae 194 |

Legende Faktionszugehörigkeiten:
- „Konservative Hauptströmung“ (保守本流 hoshu honryū, Nachfolger der Liberalen Partei, ≈„Yoshida-Schule“)

Ikeda-→Maeo-→Ōhira-→Suzuki-→Miyazawa-→Katō-→Niwa-Koga-→Koga-→Kishida-Faktion
Satō-Faktion, Tanaka-Faktion, Takeshita-Faktion, Obuchi-→Hashimoto-→Ex-Hashimoto-→Tsushima--→Nukaga-→Takeshita-→Motegi-Faktion
Kōno-→Asō-Faktion
- „Konservative Nebenströmung“ (保守傍流 hoshu bōryū, Nachfolger der Demokratischen Partei Japans, ≈Hatoyama-Anhänger)

Kōno-→Mori-→Sonoda-Faktion, Nakasone-→Watanabe-→Ex-Watanabe-Faktion
Murakami-Kamei-→Etō-Kamei-→Kamei-→Ex-Kamei-→Ibuki-→Nikai-Faktion
Kishi-Faktion, Fukuda-→Abe-→Mitsuzuka-→Mori-→Machimura-→Hosoda-→Abe-Faktion
Ishibashi-→Ishida-Faktion
- Indirekter Nachfolger der Kaishintō („Fortschrittspartei“)

Miki-Matsumura-Faktion, Miki-→Kōmoto-→Ex-Kōmoto-→Kōmura-Faktion
- Faktionen jüngerer Zeit

Ishiba-Faktion